# コマルカ・ダ・パラダンタ
コマルカ・ダ・パラダンタ（Comarca da Paradanta）はガリシア州ポンテベドラ県のコマルカで、同県の南東部に位置する。
アルボ、ア・カニーサ、コベーロ、クレセンテの4自治体によって構成される。
隣接するコマルカは、北がコマルカ・デ・ビーゴ、北から東がコマルカ・ド・リベイロ、東がコマルカ・ダ・テーラ・デ・セラノーバ、西がコマルカ・ド・コンダードで、南はポルトガルのメルガーソと接している。
面積は332.2km²で、2010年の人口は16,199人（2009年：16,411人、2007年：16,796人）。コマルカの中心地区は自治体ア・カニーサのア・カニーサ教区のア・カニーサ地区。カスティーリャ語による表記はComarca de Paradanta（コマルカ・デ・パラダンタ）。

## 地理
| コマルカ・ダ・パラダンタの構成自治体（2010年）         |            |             |                    |
| 自治体                                                 | 人口（人） | 面積（km²） | 人口密度（人/km²） |
| アルボ                                                 | 3,801      | 42.9        | 88.6               |
| ア・カニーサ                                           | 6,517      | 107.5       | 60.6               |
| コベーロ                                               | 3,341      | 125.3       | 26.7               |
| クレセンテ                                             | 2,540      | 57.5        | 44.2               |
| 計                                                     | 16,199     | 333.2       | 48.6               |
| 出典: INE（スペイン国立統計局）、IGE（ガリシア統計局） |            |             |                    |